# (2307) Гаруда
(2307) Гаруда (санскр. गरुड) — астероид главного пояса, который был открыт 18 апреля 1957 года астрономами обсерватории Ла-Плата и назван в честь Гаруды, персонажа индийской мифологии, изображавшегося в виде птицы.  

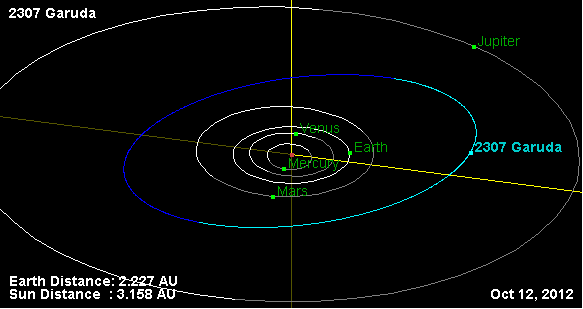
Орбита астероида Гаруда и его положение в Солнечной системе